# Bandidos MC
Bandidos MC, también conocido como Bandido Nation, es un club de moteros del uno por ciento y una organización criminal mundial con miembros repartidos por todo el Mundo. El club fue formado en 1966 por Don Chambers en el gran estado de Texas. Su lema es: "Somos las personas sobre las que nuestros padres nos advirtieron". Se estima que el club de moteros cuenta con 2500 miembros activos repartidos en 210 sucursales ubicadas en 30 países. Los miembros llevan la insignia distintiva en la espalda con la imagen de un desperado con un sombrero de charro.

## Introducción
El Bandidos Motorcycle Club (Bandidos MC), también conocido como "Bandido Nation", es un club de motociclistas y amantes del rock and roll con miembros en todo el Mundo. El club de moteros fue fundado en marzo de 1966 en San León (Texas), por Donald Eugene Chambers. En 2005, se estimó que el club tenía alrededor de 5000 miembros con 210 grupos locales en 22 países, lo que lo convierte en el segundo club de motociclistas más grande del mundo después de los Hells Angels. Los miembros de Bandidos MC suelen conducir motocicletas Harley-Davidson.

## Historia
En el Reino de Dinamarca, los Bandidos MC se hicieron muy conocidos durante la guerra de motociclistas nórdicos, donde lucharon contra los Ángeles del infierno MC por el dominio motero del país. El grupo de moteros se formó el 4 de marzo de 1966 en San León, Texas, por el veterano de Vietnam y más tarde asesino convicto Donald Eugene Chambers. Don Chambers había participado en la guerra de Vietnam como infante de marina y fue el logotipo del Cuerpo de Marines de los Estados Unidos (USMC) el que lo inspiró para los colores del grupo de motociclistas, carmesí y amarillo, respectivamente. Después de que la presidencia de Chambers terminó debido a su condena por asesinato en El Paso, Texas, Ronnie "Seneca" Hodge fue nombrado presidente del club.

## Organización
Bandidos MC tiene más de 90 capítulos en los Estados Unidos, 90 capítulos en Europa y otros 17 en Australia y el Sudeste Asiático. En los Estados Unidos, el club se concentra en Texas, pero se extiende a los estados de Luisiana, Misisipi, Alabama, Arkansas, Nuevo México, Colorado, Montana, Wyoming, Dakota del Sur, Utah, Idaho, Nevada, Washington, Oklahoma y Nebraska. El club de motociclistas "Rock Machine" de Canadá se fusionó con los Bandidos MC en el año 2000, y hubo un capítulo en Toronto hasta que un dramático conflicto interno en 2006 resultó en ocho asesinatos.
Bandidos MC también existe en Australia: hay sucursales en Adelaida, Ballarat, Brisbane, Byron Bay, Cairns, Geelong, Gold Coast, Hunter Valley, Ipswich, Melbourne, Mid North Coast, Mid State, Mission Beach, Noosa, North Victoria, Northside, Sunshine Coast y Toowoomba. Los Bandidos australianos también dieron permiso a algunos exmiembros de un club de motociclistas llamado Highway 61 MC para iniciar un capítulo de Bandidos MC en la ciudad de Auckland, en Nueva Zelanda.
En los últimos años, el grupo de moteros se ha expandido a Alemania, Dinamarca, Noruega, Suecia, Finlandia, Bélgica, Italia, Luxemburgo, Francia, España y las Islas del Canal.  Además, también se han establecido sucursales en países como Rusia, Singapur, Malasia y Tailandia. Al igual que sus rivales, los Ángeles del infierno MC, los Bandidos también tienen varios clubes de apoyo que utilizan para actividades legales e ilegales. La mayoría de estos grupos de apoyo son de ámbito regional.